# Idiomas de Guyana
Los idiomas de Guyana son las diversos lenguas y dialectos que coexisten en el país sudamericano, siendo predominante el inglés y el criollo guyanés.

## Descripción

#### Idioma de mayorías
El inglés es el idioma oficial de Guyana, que es el único país sudamericano con el inglés como idioma oficial.
El criollo guyanés (un criollo de origen inglés con sintaxis de lenguas provenientes de las tribus amerindias y los esclavos provenientes de África e India durante la colonia) se habla ampliamente en Guyana.

#### Idioma de minorías
Algunos indo-guyaneses conservan y hablan el indostánico de Guyana por razones culturales y religiosas. El bhojpuri guyanés puede ser utilizado por generaciones mayores, canciones populares o de forma limitada en casa, mientras que el hindi estándar se utiliza en el servicio religioso, la escritura y pasivamente a través del consumo de exportaciones de películas hindi de la India.
Una minoría de la población también habla varios idiomas amerindios. Estos incluyen idiomas caribeños como Macushi, Akawaio y Wai-Wai; y lenguas arahuacas como Arawak (o Lokono) y Wapishana.

## Idiomas extranjeros
Debido a la creciente presencia de inmigrantes cubanos y venezolanos en el país, el español se escucha cada vez con mayor frecuencia, especialmente en Georgetown y la región de Barima-Waini. El portugués se utiliza cada vez más como segundo idioma en Guyana, particularmente en el sur del país, limítrofe con Brasil. En la mayoría de las escuelas secundarias se enseña español, portugués y francés.